# Seals and Crofts
Seals and Crofts fue una banda estadounidense formada por Jim Seals (James Seals, 17 de octubre de 1941 - 6 de junio de 2022) y Dash Crofts (Darrell Crofts, 14 de agosto de 1940). El dúo de soft rock fue uno de los grupos de mayor éxito de la década de 1970. Conocidos por sus éxitos «Summer Breeze», «Diamond Girl» y «Get Closer» que alcanzaron el 6º puesto en la lista Billboard Hot 100.
El dúo se creó en 1969 y se separó en 1980. Se volvieron a reunir brevemente entre 1991 y 1992 y de nuevo en 2004, cuando lanzan su último álbum, Traces.
Ambos miembros han reconocido públicamente ser practicantes del bahaísmo.

## Historia
Jim Seals y Dash Crofts nacieron en Texas, Seals en Sidney y Crofts en Cisco. Se conocieron cuando Crofts tocaba la batería en una banda local. Más tarde, Seals se unió a una banda llamada «Dean Beard and the Crew Cuts» donde tocaba la guitarra, a la que posteriormente se unió Crofts. Con Beard se mudaron a Los Ángeles para unirse a «The Champs». Durante 1958, Seals and Crofts estuvieron de gira con «The Champs».
En 1963, Jim Seals, Dash Crofts, Glen Campbell y Jerry Cole dejaron «The Champs» para formar una banda llamada «Glen Campbell and the GCs», que actuaron en The Crossbow en Van Nuys, California. La banda solo duró un par de años antes de que los miembros se separaran. Crofts regresó a Texas y Seals se unió a una banda llamada «The Dawnbreakers» (una referencia a un libro del mismo nombre sobre los inicios de la Fe Bahá'í). Crofts volvió de nuevo a California para unirse a «The Dawnbreakers". Sin embargo, «The Dawnbreakers" no tuvieron éxito. Crofts se casó con su compañera en «The Dawnbreakers», Billie Lee Day, en 1969; y ambos Seals y Crofts se convirtieron a la Fe Bahá'í. 
Tras el fracaso con The Dawnbreakers, los dos decidieron formar un dúo, con Seals a la guitarra, el saxofón y violín, y Crofts a la guitarra y la mandolina. Firmaron un contrato con la división discográfica de Talent Associates (TA) en 1969 y lanzaron dos LP, de los cuales solo el segundo llegó al Billboard 200, alcanzando el puesto 122 en octubre de 1970. El dúo firmó un nuevo contrato con Warner Bros. Records en 1971. Su primer álbum con su nuevo sello no entró en las listas de éxitos, pero su segundo álbum Summer Breeze llegó al número 7 en 1972. El disco vendió más de un millón de copias, y fue galardonado con un disco de oro por la RIAA en diciembre de 1972.
El dúo tocó en el California Jam Festival en Ontario, California el 6 de abril de 1974. Atrayendo a más de 200 000 fanes, tocaron junto a bandas de los 70 tales como Black Sabbath, Eagles, Emerson, Lake & Palmer, Deep Purple, Earth, Wind & Fire, Black Oak Arkansas y Rare Earth. Partes del festival fueron retransmitidas por televisión por la ABC en Estados Unidos, exponiendo al grupo a un público mayor.
Después de una larga y exitosa carrera de grabaciones en la década de 1970, el grupo no renovó su contrato con Warner Bros. Records en 1980 y decidieron dejar de lado la música por un tiempo. Llevaron a cabo una breve gira en 1991-1992 y aparecieron en varias reuniones bahaistas. Crofts vivió en México, en Australia y en Nashville, Tennessee, tocando música country y haciendo éxitos ocasionales. Seals se trasladó a Costa Rica y ha vivido de vez en cuando en una plantación de café desde 1980, así como en Nashville. Crofts actualmente reside en un rancho en las colinas de Texas. 
Seals y Crofts son practicantes de la Fe Bahá'í. Varias de sus canciones contienen referencias a la Fe bahá'í, incluyendo pasajes de las escrituras bahá'ís. Cuando aparecen en concierto, a menudo se quedan en el escenario tras la actuación para hablar de la Fe, mientras que los bahá'ís locales venden libros a cualquiera que esté interesado.
El hermano menor de Seals, Dan Seals fue también conocido por ser componente de la banda de soft rock «England Dan & John Ford Coley» de la misma época, así como por su éxito como artista country a mediados de los 80.
En 2003, Seals and Crofts se reunieron y grabaron su nuevo álbum desde 1998, lanzado como Traces en 2004.
En 2011, sus hijas Juliet Seals y Amelia Crofts formaron un trío musical junto a Genevieve Dozier, hija del ingeniero de «Seals and Crofts» Joey Bogan, llamado «The Humming Birds». Lanzaron su primer EP The Humming Birds en septiembre de 2012.

## Discografía

### Álbumes
- Seals & Crofts, 1969
- Down Home, 1970
- Year Of Sunday, 1971, #133
- Summer Breeze, 1972, #7
- Diamond Girl, 1973, #4
- Seals & Crofts I & II, 1974
- Unborn Child, 1974, #14
- I'll Play For You, 1975, #30
- Greatest Hits, 1975, #11
- Get Closer, 1976, #37
- Sudan Village, 1976 (live), #73
- One On One (soundtrack), 1977, #118
- Takin' It Easy, 1978, #78
- Collection, 1979
- The Longest Road, 1980 (Chick Corea and Stanley Clarke appeared on track one, «Stars»).
- Lote Tree, 1980
- Today, 1998
- Traces, 2004